# Flavius Felix
Flavius Felix (død 430), var general i det Vestromerske rige og opnåede rangen som patricier. Han blev myrdet, formentlig efter ordre fra rivalen Aëtius. Han var romersk consul i 428 og fik udført et antal konsulardiptykoner, hvoraf en er delvist bevaret.

## Liv og virke

### Karriere
Felix gjorde tjeneste i den vestromerske hær og hans navn fandt vej til optegnelserne på den tid, hvor kejser Valentinian 3. var officiel kejser i vest og Theodosius 2. regerede i Det Østromerske rige. I 425 blev han udnænt til magister utriusque militae og var dermed den øverste general i det Vestromerske rige. En af hans militære kampagner fra den tid er kort omtalt i Notitia Dignitatum, men ellers tyder det på, at hans underordnede Bonifacius og Aëtius stod for de fleste militære operationer i denne periode.
Felixs tid som øverstbefalende var præget af intriger, rivalisering og mord. Det vestlige rige blev regeret fra Ravenna, men der manglede en lederskikkelse, fordi kejser Valentinian 3. var mindreårig og kejserriget blev styret af hans mor, Galla Placidia. Hun tog mod råd fra Felix i militære spørgsmål, men hun var også i kontakt med hans rivaler Bonifacius og Aëtius. Felix holdt sig ikke tilbage i magtkampen, i 426 beordrede han mordene på Patroclus, biskoppen af Arelate, og på Titus, diakon i Rom.

### Magister militium
I årene mellem 425 og 429 var Felix den øverste officer i det Vestromerske rige. I den periode gjorde visigoterne oprør i Gallien og Hispania. Felix blev i Italien, og de udsendte felthære blev ledet af de yngre og mere ambitiøse generaler Bonifacius og Aëtius.  I stedet sørgede Feliz for, at grænsefæstningerne i provinserne langs Donau blev udbedret i årene 427-428, hvilket er omtalt i Notitia Dignitatum.

## Bonifacius gør oprør
I 427 var Bonifacius øverstkommanderende for hæren i provinsen Africa. Han blev kaldt til Ravenna, men frygtede for sit liv, og gjorde i stedet oprør. Felix sendte en hær til Nordafrika, ledet af de tre general Mavortius, Gallio og Sanoeces. Hæren blev imidlertid besejret af de tropper, der forblev loyale mod Bonifacius. Herefter sendte Felix en ny hær til Africa under ledelse af den gotiske general Sigisvult. Han fik trængt Bonifacius væk fra de største byer, men det lykkedes Bonifacius at forhandle en aftale på plads med Galla Placida, så han kunne standse oprøret og forblive i Nordafrika.

## Consul
Felix havde titlen som romersk consul i 428. Hans konsulardiptykoner af elfenben er bemærkelsesværdige, fordi de viser hans klædedragt med mange detaljer. En enkelt diptykon overlevede intakt helt til den Franske Revolution, hvor det højre blad blev stjålet og forsvandt.

## Rivalisering med Aëtius
Den delvist mislykkede kampagne mod Bonifacius var et prestigetab for Felix. I 430 blev hans kontrol over hæren udvandet ved at Aëtius blev udnævnt til magister equitum praesentalis, og dermed i praksis blev hans ligemand. Som et plaster på såret fik han den høje titel som patricius, men den gav ham ikke mere reel magt. Rivaliseringen mellem de to generaler havde været der under Bonifacius oprør. Man mener at Aëtius med vilje holdt sig ude af konflikten ved i stedet at indlede et felttog mod frankerne.

### Sammensværgelse og mord
Rivaliseringen fortsatte, da den kejserlige regering gav gav Aëtius ordre til at standse sin kampagne i Gallien og i stedet komme til Italien og samarbejde med Felix om at føre krig mod vandalerne, der havde invaderet Nordafrika i 429. Aëtius nægtede at sende tropper og drog i stedet til Noricum hvor befolkningen havde indledt en opstand. I mellemtiden havde Bonifacius lidt nederlag mod vandalerne, og Aëtius var dermed klar til det endelige opgør mod Felix.
Felix, hans hustru Padusia og en diakon blev myrdede i maj 430 i Basilica Ursiana i Ravenna. Priscus mente at Felix blev anklaget for et komplot mod Aëtius sammen med Galla Placidia og at Aëtius selv beordrede mordet.
I 2002 blev der gjort et forsøg på at opstille en stamtavle for ham. Det blev antaget, at han var født omkring 380 og at hans hustru Padusia (født omkring 385) skulle være datter af Agricola, der blev consul i 421. Selv skulle han være søn af Felix Ennodius, der blev proconsul i provinsen Africa omkring 420. Felix og Padusia skulle have fået sønnen Magnus, der var consul i 460, og blev dermed også forfædre til Arcadius Placidus Magnus Felix, der blev consul i 511.